# 李茜 (香港編劇)
李茜，資深編劇，1970年代加入無綫電視任職編劇，在加入無綫電視前曾在明報任職記者，1990年代曾為劇集擔任監製如《三八佳人》。1990年代離開無綫電視後曾任職浸會大學電影學院高級講師及自由撰稿員

## 監制／編審／編劇列表

### 電視劇（無綫電視）
- 1979年：《抉擇》編劇
- 1980年：《再生緣》編劇
- 1981年：《過客》編劇
- 1982年：《男子漢》編劇
- 1983年：《播音人》編劇、《再見十九歲》編劇、《奔向太陽》編劇、《新銳劇場》編劇
- 1985年：《錯體姻緣》編劇
- 1986年：《銀色旅途》編審、《銀孖寶太子》編審
- 1987年：《阿嬌正傳》編審、《正印冤家》編審
- 1988年：《大茶園》編審
- 1989年：《摩登小寶》編審、《相愛又如何》編審
- 1990年：《燃燒歲月》編審+編劇（與黃浩華合作）
- 1991年：《老友鬼鬼》編劇、《幹探群英》編劇、《三八佳人》監制
- 1992年：《現代愛情戀曲》編審
- 1992年：《血濺塘西》編審
- 2015年：《四個女仔三個BAR》編審+編劇（與陳寶燕合作）
- 2018年：《是咁的，法官閣下》編審+編劇

## 外部連結
- 李茜 | 香港電影編劇家協會 Hong Kong Screenwriters' Guild
- 討論區 - tvb.com